# Gudakatti, Ramdurg
Gudakatti là một làng thuộc tehsil Ramdurg, huyện Belgaum, bang Karnataka, Ấn Độ.